# Anfea
Anfea (en griego, Ἄμφεια) es el nombre de una antigua ciudad griega de Mesenia. 
Pausanias la cita en el marco de la primera guerra mesenia, donde relata que fue atacada y tomada por sorpresa, por su importancia estratégica, por los lacedemonios bajo el mando de Alcámenes. Mataron a la mayor parte de sus habitantes y solo unos pocos pudieron escapar. Los lacedemonios dejaron una guarnición en la ciudad. El geógrafo la ubica en una colina donde había buenas fuentes, cerca de Laconia.
Se localiza en las proximidades de la actual Kokla.